# Masatoshi Mihara
Pour les articles homonymes, voir Mihara (homonymie).
Masatoshi Mihara (三原 雅俊, Mihara Masatoshi) est un footballeur japonais né le 2 août 1988 à Kumamoto. Il évolue au poste de milieu de terrain.